# キリスト降誕大聖堂
キリスト降誕大聖堂 (キリストこうたんだいせいどう、コプト語：ⲡⲓⲉⲣⲫⲉⲓ ⲛ̀ⲕⲁⲑⲉⲇⲣⲁ ⲛ̀ⲧⲉ ⲡϫⲓⲛⲙⲓⲥⲓ ⲙ̀ⲡⲭⲣⲓⲥⲧⲟⲥ) は、エジプト・カイロの東郊45km地点に位置する新行政首都（正式名称は未命名）にあるコプト正教会の大聖堂である。シシ大統領によって建設が命ぜられ、2019年1月6日にシシ大統領とアレクサンドリアコプト正教会のタワドロス2世教皇によって落成式が行われた。中東最大の教会であるとともに、面積では世界最大の東方正教会の教会である。

## 歴史
2016年12月にカイロの聖ペテロ教会、および聖パウロ教会において少なくとも27人のコプト系エジプト人が犠牲になった同時多発テロ事件を受けて、2017年1月、シシ大統領は同国民の共存と統合の象徴とすべく、新行政首都に同国で最大となるモスクと教会を建設するよう命じた。何十年もの間、エジプトではイスラム教を刺激せぬよう教会建設が制限されていたが、2017年8月にエジプト議会は教会の新規建設を制限する法規制を撤廃した。大聖堂はエジプト大統領府とエジプト軍の技術者によって建設された。
その後2019年1月6日に、シシ大統領とアレキサンドリアコプト正教会のタワドロス2世教皇によって落成式が行われた。聖体礼儀も落成式と同じ日に大聖堂礼拝堂で執り行われ、同国全土からの代表など約3000人が参加した。

落成式で、シシ大統領は以下のように述べた。
「私が言いたいのは、この瞬間は我々の歴史において非常に重要だということだ。なぜなら、私は1年前聖マルコ大聖堂を訪れた際、教皇に対してモスクと大聖堂の完成を共に祝うことになるだろうと伝えたが、まさに今約束が果たされ、私たち（大統領と教皇）は共に立っているからだ。今回の落成式は、私たちの間に割って入ってくる者は許さないという意思表示なのだ。また私は「宗派間対立」という言葉を使うことを好まないのだが、これはエジプトのイスラム教徒とキリスト教徒は一つであり、またこれからもそうあり続けるからだ。この落成式は私たちが共に植樹した愛の木を象徴しているが、この木がエジプトから世界中に果実を届けるためには、依然として注意と手入れが必要である。対立が終わることはないだろうが、神はエジプトを救済してくださったし、エジプト国民のためにこれからも救済し続けてくださるだろう。」
キリスト降誕大聖堂の落成式と同日に、アル・ファッターフ・アル・アリームモスクの落成式も挙行された。イマーム・シェイク・アフメド・エル＝タイエブは、これを「兄弟愛と愛の魂の体現」と評した。

## 建築

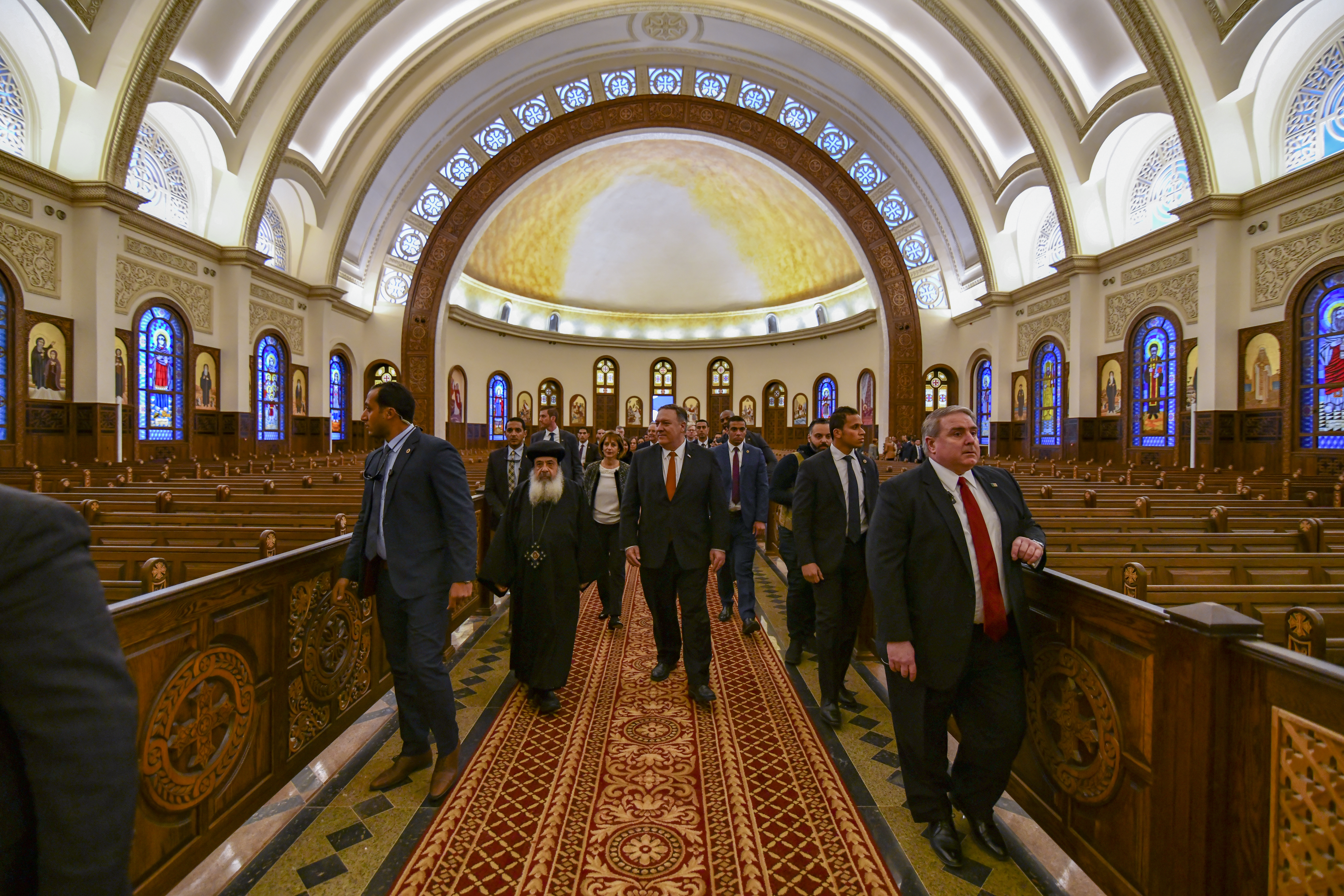
2019年1月には、マイク・ポンペオ米国国務長官が当聖堂を訪問した。

大聖堂の意匠は、コプト教の伝統に則り、ノアの方舟から着想を得ている。中には中央広場や教皇執務室、応接室、会議室、事務室がある。また、2階建ての地下駐車場やサービス棟のほか、2つの鐘楼も有する。鐘楼はコプト様式のデザインである。